# Imaginäre Folklore
Der Begriff der imaginären Folklore, der zunächst von Béla Bartók geprägt wurde, wurde von der Musikerinitiative ARFI – Association à la Recherche d’un Folklore Imaginaire aus Lyon auf den zeitgenössischen Jazz übertragen. Mit ihrem Konzept einer „imaginären Folklore“ führte sie den europäischen Jazz zu neuen Improvisationsmöglichkeiten über Strukturen und Harmonien, die vertraut klingen und entfernt an Volkslieder und alte Tänze erinnern. 

„„Die Improvisation ist die Tradition einer spielerischen Organisation der Klänge“, heißt es bei ARFI programmatisch, „ein Instrument spielen; mit dem Instrument spielen; mit der Erinnerung an Klänge spielen, die im Augenblick zuvor produziert werden; mit anderen Musikern spielen; in einer komplexen Verbindung mit dem Hörer, dem Zuschauer; mit der Stimme und mit dem Instrument spielen; emotionale Zusammenhänge herstellen; eine neue Folklore schaffen.“.“

Verschiedene Wege zu einer solchen imaginären Folklore sind mit Mitteln des Jazz schaffbar: Entweder wird über rhythmisch prägnante Muster und Ostinati improvisiert (wie das etwa Louis Sclavis praktiziert) oder über sangliche, weit ausholende Melodiebögen (wie bei Patrick Vollat oder zum Teil auch bei Maurice Merle). Teilweise ist die rhythmische Struktur (etwa bei der Lyoner Marvelous Band) gebunden und auf eine quasi-folkloristische Weise konkret, dabei im Wesentlichen swingfrei. Die resultierende Musik ist trotz einer komplexen Anlage häufig melodisch leicht eingängig und rhythmisch geschickt verpackt und beschwingt.
Im Zeitalter der Postmoderne konnte sich das Konzept internationalisieren. Einerseits konnten im Rahmen der Weltmusik neue Quellen der Inspiration erschlossen werden: Neben die fantasievoll erfundene Quasi-Folklore traten afrikanische Einflüsse genauso wie folkloristische Elemente vom Balkan oder aus der Bretagne, barocke Zitate von Komponisten wie Rameau und Ellingtonsche Klangfarben. Zum anderen haben auch Spieler jenseits von Südfrankreich das Konzept aufgegriffen. Hier sind aus Italien etwa Gianluigi Trovesi und Battista Lena, aus Deutschland Norbert Stein oder Michael Riessler zu nennen, aus Finnland Musiker um Mauri Antero Numminen, aus Ungarn Mihály Dresch und aus Österreich Broadlahn oder auch Wolfgang Puschnig, der mit einer Blaskapelle Ornette Coleman und die Alpenländische Volksmusik verschmilzt. Wesentlich dabei ist, dass Folklore aller möglichen Regionen zum Ausgangspunkt für die Jazzmusiker wird: realer Regionen, aber auch solcher Regionen, die nur in den Köpfen existieren (mit einer Folklore, die gar keine wirkliche ist). Insofern wird deutlich, wie fragwürdig und trügerisch vertraut zugleich die Heimat ist, die diese Musik gibt.